# ピート・キング (イギリスのサックス奏者)
ピート・キング (Pete King) として知られる、ピーター・スティーヴン・ジョージ・キング（Peter "Pete" Stephen George King、1929年8月23日 - 2009年12月20日）は、ロンドンのボウ生まれの、イギリスのジャズ・テナー・サックス奏者。ロンドンのロニー・スコッツ・ジャズ・クラブのマネージャーを50年近く務めた。

## 経歴
第二次世界大戦に従軍した後、キングはロンドンに戻り、テナー・サックスとクラリネットの演奏を学んだ。プロとしての最初の仕事は、1947年のジャイヴァー・ハッチンソンとの共演で、その後、ケニー・グラハム、テディ・フォスター (Teddy Foster)、レオン・ロイ (Leon Roy) らのバンドを渡り歩いた。
1948年には、ジョージ・エヴァンスのサックシズ・ン・セヴンズ (Saxes ‘n’ Sevens) のファースト・テナーとなり、トニー・アーノップ (Tony Arnopp)、ケニー・クレア、レス・エヴァンス (Les Evans) らと一緒になった。
1948年から1950年にかけてはオスカー・ラビン、次いで1950年から1952年にかけてはキャシー・ストバートと共演した。1952年9月、キングはロニー・スコット・クインテットをともにレコーディングに入り、ディル・ジョーンズ、レニー・ブッシュ、トニー・クロンビーらと共演した。1950年代後半のキングは、スコットが様々な形で組んだバンドで演奏しつつ、一方ではジャック・パーネルのバンドのメンバーにもなっていたが、程なくして他のミュージシャンたちとともにそこを離れ、スコットが新たに組んだ9人編成の楽団の結成に参加して、スコットとともにテナー・サックスを吹き、デレク・ハンブル（アルト・サックス）、ジミー・デュチャー（トランペット）、ケン・レイ (Ken Wray)（トロンボーン）、ベニー・グリーン（バリトン・サックス）、レニー・ブッシュ（ベース）、トニー・クロンビー（ドラムス）らと一緒になった。
1956年、キングとスコットは、ともにヴィクター・フェルドマン・ビッグ・バンドのメンバーとなった。
1959年、当時キングがマネージャーを務めていたタビー・ヘイズとロニー・スコットのジャズ・クーリアーズが解散した後、キングはスコットとともにロニー・スコッツ・ジャズ・クラブを開業し、自分で演奏することは事実上やめ、クラブの経営に専念するようになり、1996年にスコットが死去した後も何年も経営にあたった
日々のクラブの運営にあたるかたわら、キングは音楽家組合とアメリカ音楽家連盟の間で行われた交渉の仲介にあたり、アメリカ合衆国の音楽家たちのイギリスにおける演奏を禁止していた前者による措置を撤廃させた。それまでも、スタン・ケントンやルイ・アームストロングなど、特定のコンサートは時々行われていたが、この新たな取り決めによって、より頻繁にイギリスとアメリカ合衆国のミュージシャンたちが相手側の国で演奏することがおこなわれるようになった。この取り決めの直接の結果として、1961年11月には、タビー・ヘイズ・カルテットがニューヨークのハーフ・ノート・クラブに出演し、ズート・シムズがロニー・スコッツ・ジャズ・クラブでひと月にわたる公演をおこなった。この取り決めの成功を踏まえ、ソニー・スティット、スタン・ゲッツ、ジョニー・グリフィン、ローランド・カーク、アル・コーン、ベン・ウェブスター、ベニー・ゴルソンら、アメリカ合衆国のおもだったサックス奏者たちが、次々とこれに続いた。

## ディスコグラフィ

### 参加アルバム
- ジョン・アードレイ : Namely Me (1979年、Spotlite)
- ジョージィ・フェイム : 『セヴンス・サン』 - Seventh Son (1969年、CBS)
- ケニー・グラハム : Mango Walk (1976年、Esquire)
- ケニー・グラハム : Afro Kadabra Caribbean Suite (1987年、Esquire)
- リチャード・カー : From Now Until Then (1973年、Warner Bros.)
- R&Jストーン : We Do It (1976年、RCA)
- ダコタ・ステイトン : Dakota '67 (1967年、London)